# 岡崎女子短期大学

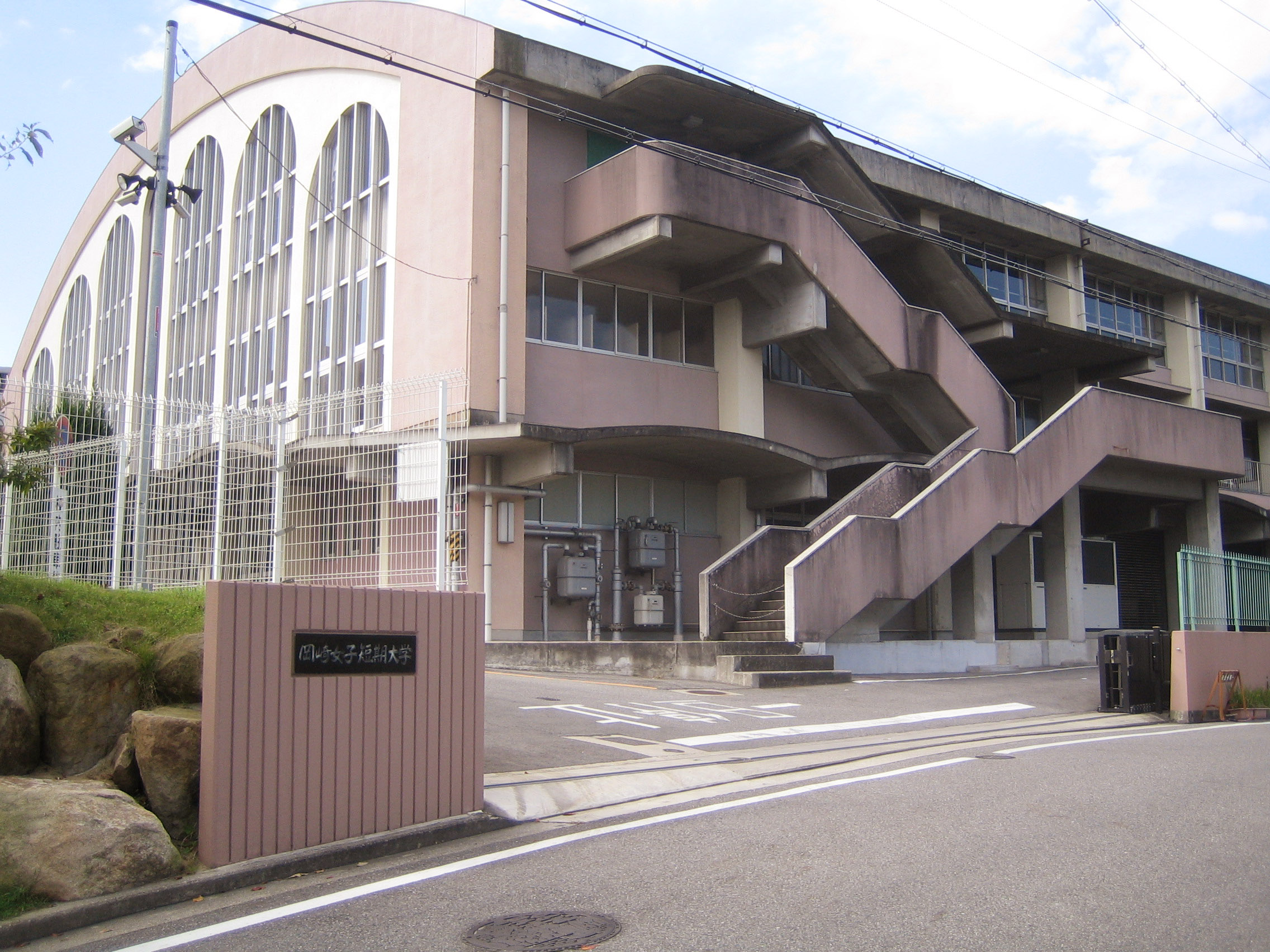
5号館。体育室

岡崎女子短期大学（おかざきじょしたんきだいがく、英語: Okazaki Women’s Junior College）は、愛知県岡崎市中町1丁目8番地4に本部を置く日本の私立大学。1965年創立、1965年大学設置。大学の略称は岡短（おかたん）。

## 概観

### 大学全体
- 岡崎女子短期大学は、愛知県岡崎市内にある日本の私立短期大学。学校法人清光学園により1965年4月1日に設置された。初代学長はお茶の水女子大学名誉教授の石川謙[2]。学科体制は2学科となっている。

### 建学の精神（校訓・理念・学是）
- 岡崎女子短期大学における建学の精神は「理性と伝統の上に立った自由と創造は、教育の生命である。この精神に基づいて、本学は心身ともに、健全にして、高き知性と豊かな情操をもって、国家社会の発展に貢献する、有能な女性の育成を目的とする。」となっている。

### 教育および研究
- 岡崎女子短期大学における教育
  - 幼児教育学科
    - 第一部：保育者のエキスパートを育てる学科。岡崎女子短期大学附属幼稚園の第一早蕨幼稚園・第二早蕨幼稚園・嫩幼稚園などでの教育実習なども取り入れられている。
    - 第三部：働きながら学ぶ人のための課程で、午前に2コマ受講するタイプとなる。Ⅰ部と学習内容は基本的に同じであるが1日の授業時間が短いので修業年限は昼間部3年制となっている。

  - 現代ビジネス学科（経営実務科）：「人事管理論」・「秘書実務」・「金融論」・「経営実務演習」など一般企業や官公庁などのビジネス現場に役立つ専門科目が中心。旅行・イベント分野、教育分野、流通・販売分野、製造分野などの各分野からインターンシップ先を学生自らが選択するシステムもある。

### 学風および特色
- 岡崎女子短期大学には、全国の短大でも少数の三部課程が設置されている。

## 沿革
- 1965年 - 岡崎女子短期大学開学。保育科を設置（学生数79[3]）。
- 1969年 - 保育科を以下の通りに改める。
  - 幼児教育学科
    - 第一部
    - 第三部：新設
- 1974年 - 初等教育学科を増設する[4]。
- 1986年 - 経営実務科増設される（学生数138[5]）。
- 2002年 - 人間福祉学科が増設される。
- 2010年8月1日 - 2011年度入試から人間福祉学科の学生募集を停止することを決定した[6]。
- 2012年 - 2013年度より短期大学の定員を100名減らすと同時に、四年制の岡崎女子大学を設置することを申請した。これに対し11月1日、大学設置・学校法人審議会により2013年4月の認可答申が出される。ところが翌日11月2日、田中眞紀子文部科学大臣の判断により、大学新設は認められないこととなった（このとき田中が不認可としたのは、岡崎女子大学、秋田公立美術大学、札幌保健医療大学の3大学）[7]。しかし11月8日には、田中眞紀子文部科学大臣が決裁し文部科学省から翌春の開設を正式に認可した旨の連絡が、電話で伝えられた[8][9][10]。（詳細は大学新設不認可問題参照）
- 2013年 - 4月1日より経営実務科を現代ビジネス学科に名称変更。
- 2017年（平成29年）4月1日、名古屋女子大学短期大学部教授の林陽子が学長に就任。

## 基礎データ

### 所在地
- 愛知県岡崎市中町1-8-4

### 交通アクセス
- 名鉄名古屋本線東岡崎駅よりバスで｢市民病院行き｣岡崎げんき館前停留所下車。

## 教育および研究

### 組織

#### 学科
- 幼児教育学科
  - 第一部
  - 第三部
- 現代ビジネス学科[1]

#### 専攻科
- なし

#### 別科
- なし

##### 取得資格について
- 幼児教育学科（第一部・第三部）では、保育士資格と幼稚園教諭二種免許状が取得できる。
- 人間福祉学科では、介護福祉士資格を取得することができた。
- ちなみに、過去にあった初等教育学科では、幼稚園教諭二種免許状のほか小学校教諭二種免許状が取得できる教職課程が設置されていた。

#### 附属機関
- 図書館

### 研究
- 以下の研究論文がある（一部紹介）
  - 「岡崎女子短期大学の教育力と地域貢献のあり方に関する調査研究」
  - 「ビジネスインターンシップが就職選択に及ぼす影響」
  - 「介護福祉士養成短期大学学生における介護実習前・中・後におけるSTAによる不安の変化」ほか

### 教育
- 現代的教育ニーズ取組支援プログラム
  - 経営実務科の「産学コラボレーションによる総合体験型授業」において採択されている。このプログラムが採択されたのは、中部地方の短大では初めてのものとなっている。
- 特色ある大学教育支援プログラム
  - 「心に届く子育て支援能力を育む幼児教育祭」の取組において2007年度採択されている。
- 私立大学研究ブランディング事業
  - 平成29年度文部科学省「私立大学研究ブランディング事業」として「子ども好適空間研究拠点整備事業」が採択された。

## 学風および特色
- コミュニケーション・ワークショップ
  - 入学して間もない4月に2日間にかけて行われ、クラス単位で歌やダンス、手話などを練習し発表したり、クラス対抗運動会などを通じて、これからの学生生活のなかでともに学んだり、夢をめざす仲間との団結力を高めていきます。
- 幼児教育祭
  - 保育者をめざして学んだことの集大成として2日間にわたって行われ、日頃の学修成果や培ってきたチームワークを生かし、表現活動に工夫をこらします。

## 学生生活

### 部活動・クラブ活動・サークル活動
- ダンス部、バレーボール部、バドミントン部、卓球部、バスケットボールサークル、テニスサークル、ソフトボールサークル、陸上同好会、児童文化研究部はとぽっぽ、Hobbit、Music Band、託児ボランティアサークルすくすくラビッツ、茶道部など

- 特にダンス部は「全日本高校・大学ダンスフェスティバル（神戸）」や「アーティステック・ムーブメント・イン・トヤマ」等に出場し、優秀な成績を収めている。

- 上記の他に新入生歓迎会やクリスマス会などのイベントを企画・運営する学友会や大学祭の企画・運営を行なう大学祭実行委員会がある。

### 大学祭
- 岡崎女子大学と岡崎女子短期大学の大学祭は丘咲祭（おかざきさい）と呼ばれ、11月に開催されている。

## 大学関係者と組織

### 大学関係者一覧

#### 出身者
- 原奈津子-声優。旧経営実務科卒

## 施設

### キャンパス
- 1号館～7号館
- 大体育館・小体育館
- 学生ホール
- SKホール
- ピアノ個人レッスン室
- パソコン教室
- カフェテリア
- 子ども図書室
- ラーニングプラザ
- hyggeエリア（あそびの箱・ともそだち広場・おはなしの森）　ほか

## 対外関係

### 他大学との協定
- セント・マーチンズ大学（アメリカ／ワシントン州）
- カトリック上智大学校（韓国／安東市）

## 付属学校
- 岡崎女子短期大学付属嫩（ふたば）幼稚園 - 1926年4月1日創立。岡崎市魚町1-8。
- 岡崎女子短期大学付属第一早蕨幼稚園 - 1962年3月1日創立。岡崎市欠町字狐ヶ入21番地。
- 岡崎女子短期大学付属第二早蕨幼稚園 - 1973年4月1日創立。岡崎市洞町八王子10-1。
- 幼保連携型認定こども園たかねこども園 - 2022年4月1日豊田市より移管。豊田市和会町鳥手167。

- 嫩幼稚園
- 第一早蕨幼稚園
- 第二早蕨幼稚園